# Fogliano Redipuglia
Fogliano Redipuglia (Foian Redipuie en frioulan) est une commune italienne de la province de Gorizia dans la région autonome du Frioul-Vénétie Julienne en Italie.

## Monument

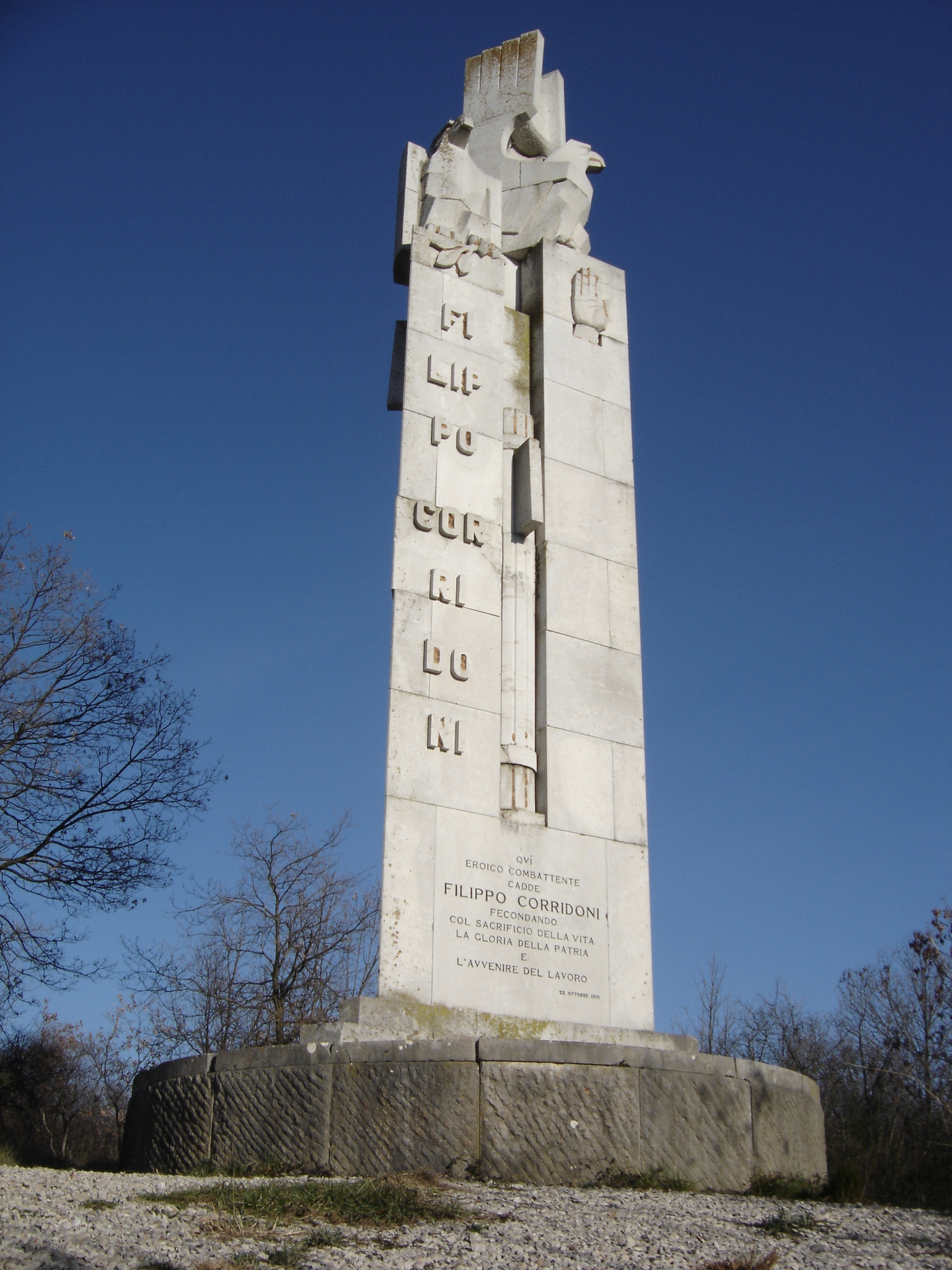
Monument Filippo Corridoni, œuvre de Pietro Zanini.

- Monument Filippo Corridoni à Fogliano Redipuglia (GO), œuvre de Pietro Zanini.
- Musée historico-militaire du sanctuaire militaire de Redipuglia.

## Administration
| Période                                  | Période | Identité | Étiquette | Qualité |
| ---------------------------------------- | ------- | -------- | --------- | ------- |
|                                          |         |          |           |         |
| Les données manquantes sont à compléter. |         |          |           |         |

### Hameaux
Fogliano, Polazzo, Redipuglia

### Communes limitrophes
Doberdò del Lago, Gradisca d'Isonzo, Ronchi dei Legionari, Sagrado, San Pier d'Isonzo, Villesse